# Umatilla (Florida)
Umatilla és una població dels Estats Units a l'estat de Florida. Segons el cens del 2000 tenia 2.214 habitants.

## Demografia
Segons el cens del 2000, Umatilla tenia 2.214 habitants, 867 habitatges, i 582 famílies. La densitat de població era de 336,5 habitants/km².
Dels 867 habitatges en un 29,6% hi vivien nens de menys de 18 anys, en un 49,8% hi vivien parelles casades, en un 13,1% dones solteres, i en un 32,8% no eren unitats familiars. En el 28,1% dels habitatges hi vivien persones soles el 15% de les quals corresponia a persones de 65 anys o més que vivien soles. El nombre mitjà de persones vivint en cada habitatge era de 2,48 i el nombre mitjà de persones que vivien en cada família era de 3,01.
Per edats la població es repartia de la següent manera: un 24,3% tenia menys de 18 anys, un 8,4% entre 18 i 24, un 26,3% entre 25 i 44, un 20,5% de 45 a 60 i un 20,6% 65 anys o més.
L'edat mediana era de 39 anys. Per cada 100 dones de 18 o més anys hi havia 81,1 homes.
La renda mediana per habitatge era de 29.628 $ i la renda mediana per família de 37.500 $. Els homes tenien una renda mediana de 25.500 $ mentre que les dones 21.741 $. La renda per capita de la població era de 17.739 $. Entorn del 7,2% de les famílies i l'11,9% de la població estaven per davall del llindar de pobresa.

## Poblacions més properes
El següent diagrama mostra les poblacions més properes.